# Castell de Castelnaud
El castell de Castelnaud, al departament de la Dordonya, Aquitània, apareix en la història en el context enterbolit de la croada albigesa. El castell és, llavors, al capdavant d'una senyoria d'importància mitjana; al nord, la Dordogne marca la frontera amb les terres dels poderosos barons de Beynac. En aquells moments el senyor n'és Bernard de Casnac, ardent defensor de la fe càtara i reputat per la seva crueltat. El 1214, el cap de la croada albigesa, Simó de Montfort, pren el castell i hi instal·la una guarnició. Però Casnac aconsegueix reprendre el castell un any més tard; fa penjar tota la guarnició de Montfort, abans de ser caçat definitivament ell mateix per l'arquebisbe de Bordeus, que crema el castell.
Després del tractat de París, signat el 1259 entre sant Lluís i Enric III per posar un termini al conflicte entre Capets i Plantagenets, el Perigord és restituït als anglesos. Castelnaud passa sota domini anglès. El 1273, el castell torna a la descendència feudal legítima, la dels Castelnaud, que presten homenatge al comte del Perigord, vassall del rei de França.
Amb la fi del segle xiii s'entra per a Castelnaud en un període de prosperitat i de calma relativa, imposant-se com una de les principals potències del Perigord. Els barons de Beynac són, en aquesta època, en conflicte quasi permanent amb els senyors de Castelnaud pel control de la regió, comportant que bona part de la noblesa del Perigord estigués dividida en dos camps. Els dos castells s'observen, s'espien. Mai, el xoc frontal no tindrà lloc. El 1317, el papa Joan XXII intervé per evitar el pitjor; autoritza un matrimoni entre les dues famílies per intentar posar fi al conflicte endèmic. Aquest context de guerra privada, tan freqüent a l'edat mitjana, és aviat relegat en un segon pla: el 1337 esclata la Guerra dels Cent Anys.
Els primers decennis de la guerra són més aviat favorables als anglesos. A Crécy, el 1346, la fina flor de la noblesa francesa és delmada pels arquers anglesos. El 1356, el rei Joan el Bo cau presoner a Poitiers. El tractat de Brétigny-Calais allibera el rei, però cedeix als anglesos l'Aquitània, que serà governada pel temible Príncep Negre.
El 1368, Magne de Castelnaud, única hereva de la família, es casa amb Nompar de Caumont. Els Caumont seran els propietaris del castell fins a la Revolució. Durant la guerra, els Caumont seran sovint al camp anglès. Enric IV, rei d'Anglaterra, anomena Nompar de Caumont el seu senescal per a l'Agenais.

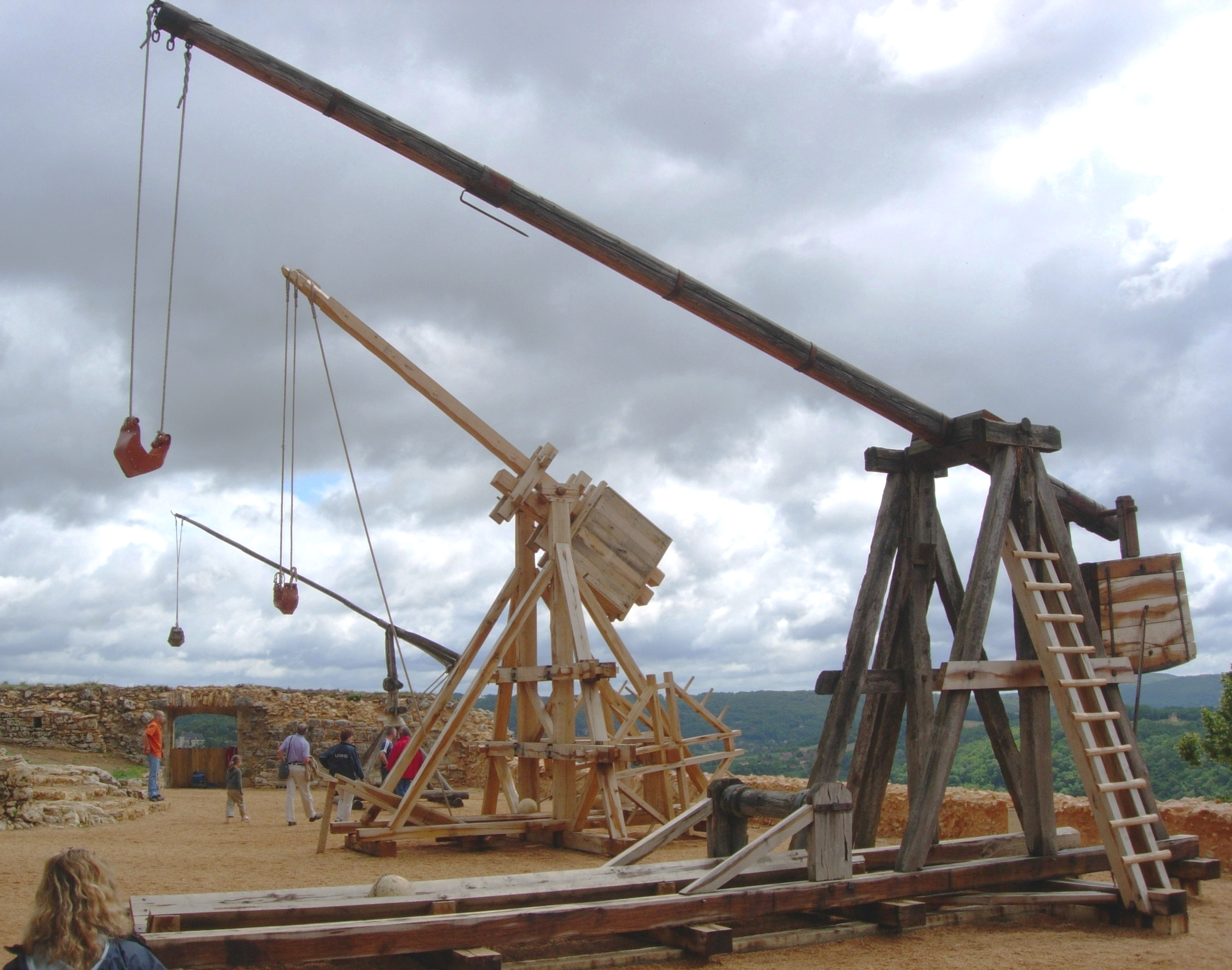
Rèplica d'un trabuquet

El 1442, cansat de l'ocupació anglesa sobre Castelnaud, el rei de França ordena que el setge sigui posat davant de les muralles. Dura tres setmanes. El capità anglès acaba donant les claus del castell a canvi de la seva vida i 400 escuts. Els anglesos deixen el sòl francès després de la batalla de Castillon (1452), que marca la fi de la Guerra de Cent Anys.
Després d'un segle negre de guerres, d'epidèmies i de desgràcies, s'obre un gran període de prosperitat per a Castelnaud. Durant la segona meitat del segle xv es porten a terme diverses restauracions i ampliacions. L'antiga fortalesa del segle xiii pren un aspecte més conforme a la moda del temps. François de Caumont, a més a més de les ampliacions de Castelnaud, es fa construir una agradable casa d'estil renaixentista molt a prop: el castell de les Milandes. Castelnaud, que ja no té posició estratègica a sostenir, es fa una residència de plaer. És basant-se en la seva funció prestigiosa de centre del poder de la senyoria que ha de ser fortificat. La imponent torre d'artilleria, construïda cap a 1520, no té d'altra funció més que la de simbolitzar la potència del lloc.
Un nou capítol de la història de Castelnaud s'obre amb el capità hugonot Geoffroy de Vivans. Home de guerra, company del futur Enric IV, es guanya una sòlida reputació al país amb els seus cops de mans audaços. Geoffroy "el batallador" és temut en tot el Perigord; reputació que permet a Castelnaud no ser inquietat mai durant les guerres de religió.
Entre les proeses del capità Vivans i el segle xx, el castell ja no coneixerà esdeveniments destacables. Castelnaud no para de degradar-se abans de ser abandonat totalment. Després de la Revolució, la ruïna s'accelera i això el portarà a ser utilitzat de pedrera.
El 1966, el castell de Castelnaud és classificat com a Monument Històric. Des d'aquesta data, ha estat objecte de dues campanyes de restauració espectaculars: entre 1974 i 1980 i de 1996 a 1998.